# Huswain (huyện)
Huyện Huswain là một huyện thuộc tỉnh Al Mahrah, Yemen. Đến thời điểm năm 2003, huyện này có dân số 11130 người